# إيزابيل هاك
إيزابيل هاك(مواليد 11 يوليو 1999) هي لاعبة كرة طائرة سويدية تلعب في نادي فاكيف بنك.